# 神劍
《神劍》（英語：Excalibur），1981年電影，由約翰·鮑曼執導，主要描述亞瑟王的生平事蹟與遭遇。曾獲得奧斯卡金像獎最佳攝影獎項提名，並獲得其他影展包括最佳導演的九項大獎。

## 主要演員
- 奈傑·泰瑞 飾 亞瑟王
- 尼可拉斯·克雷 飾 藍斯洛
- 雪莉·朗基 飾 關妮薇
- 尼可·威廉森 飾 法師梅林
- 加布里埃尔·伯恩 飾 尤瑟王

## 外部連結
- 互联网电影数据库（IMDb）上《神劍》的资料（英文）